# Musée Vauban
Le musée Vauban de Neuf-Brisach (en allemand : Neubreisach) dans le département français du Haut-Rhin est consacré à l'architecte militaire Sébastien Le Prestre de Vauban, à son œuvre et à l'histoire de la ville. Les fortifications de Vauban font  partie du patrimoine mondial de l'UNESCO, y compris les fortifications de la ville de Neuf-Brisach.

## Situation géographique
Le musée est situé au rez-de-chaussée de la Porte de Belfort des fortifications de la ville de Neuf-Brisach.

## Bâtiments et histoire
La porte de Belfort fut construite en 1699/1700 par l'architecte Jean-Baptiste de Règemorte. La partie du bâtiment donnant sur la ville fut conçue par Jacques Tarade, et la façade occidentale donnant sur les douves par Jules Hardouin-Mansart. À partir de 1701, le bâtiment sert d'abord de résidence au commandant de la ville, puis à des officiers supérieurs jusqu'en 1772. À partir de 1791, le bâtiment abrite le commandant des pionniers et son bureau, fonction qui perdure jusqu'en 1832. Il sert ensuite de mess aux officiers, même pendant la période où l'Alsace appartient à l'Allemagne, de 1871 à 1918. L'armée française s'y installe ensuite à nouveau. Après la Seconde Guerre mondiale, l'armée se désintéresse de la forteresse, dont les bâtiments sont transférés à la commune de Neuf-Brisach. À cette époque, la porte de Belfort est le seul bâtiment intact des fortifications. Le musée est inauguré en 1957. Après son inscription sur la liste du patrimoine mondial de l'UNESCO en 2008, le musée a été partiellement modernisé avec des projections vidéo, des écrans tactiles et une maquette fonctionnelle de la forteresse de Neubreisach.

## Exposition
Le musée ne compte que trois salles d'exposition, deux situées au sud et une au nord de l'ancienne porte. Les deux salles du sud sont consacrées à l'œuvre de Sébastien de Vauban, à la fonction de la forteresse de Neuf-Brisach et à son inscription au patrimoine mondial. La salle nord est consacrée à l'évolution historique de la forteresse de Neuf-Brisach.
Dans la partie sud, une maquette de la ville est exposée. Elle explique la construction, l'architecture et la fonction de la forteresse de Neuf-Brisach en plusieurs langues avec une animation. La maquette a été réalisée à partir du plan original déposé au Musée des Plans-reliefs de l'Hôtel des Invalides à Paris.
La salle nord présente les plans de la forteresse et des documents sur les techniques de construction, les plans de la ville, des quatre portes, de l'armurerie, de la caserne et de l'église Saint-Louis de la forteresse. Sont également exposés des photos et des documents du siège de Neuf-Brisach pendant la guerre franco-prussienne de 1870 et de la Seconde Guerre mondiale. La salle d'exposition nord est manifestement restée en grande partie dans le même état qu'à l'ouverture du musée en 1957.

## Galerie photo

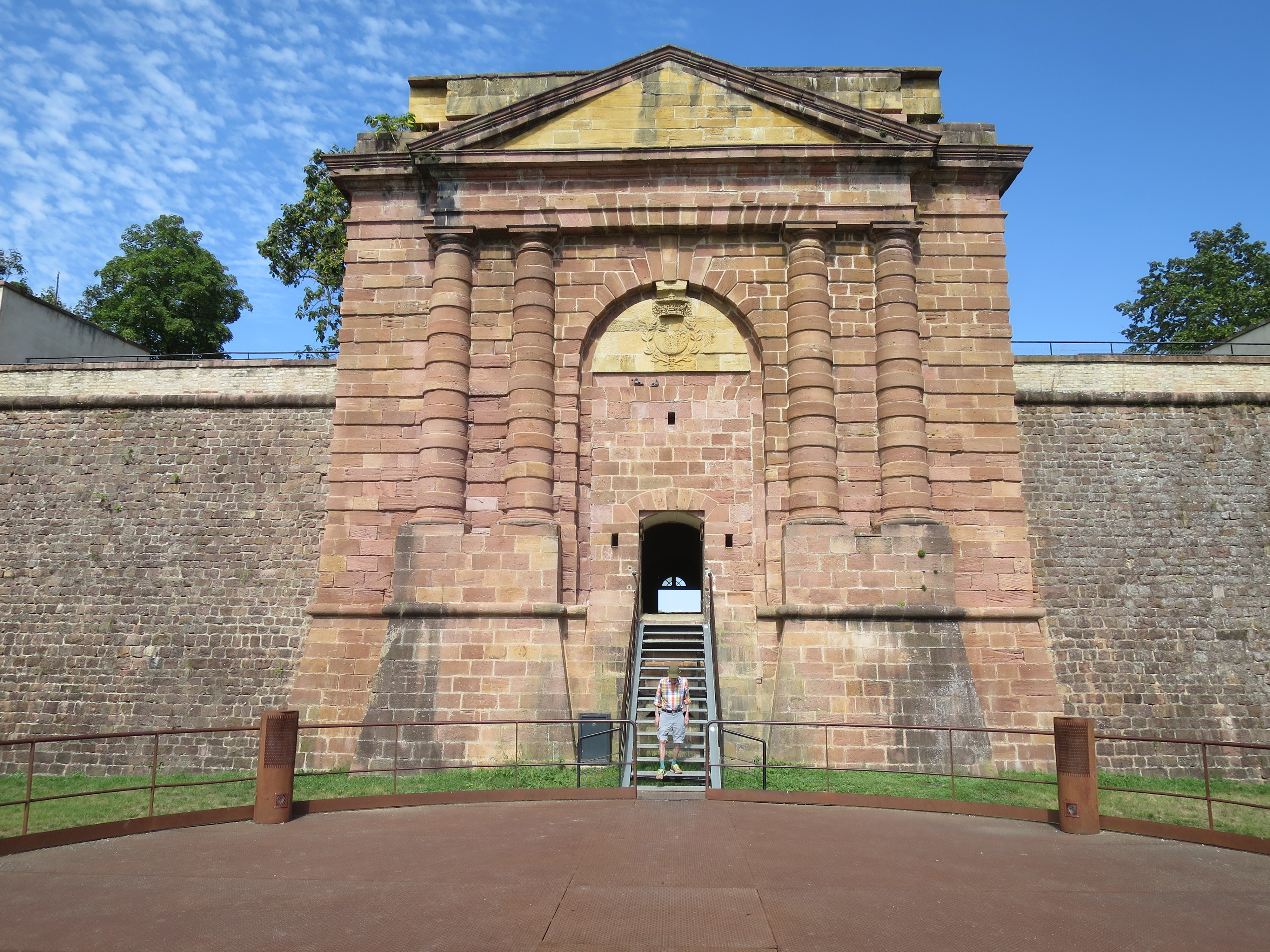
À l'extérieur depuis la porte de Belfort
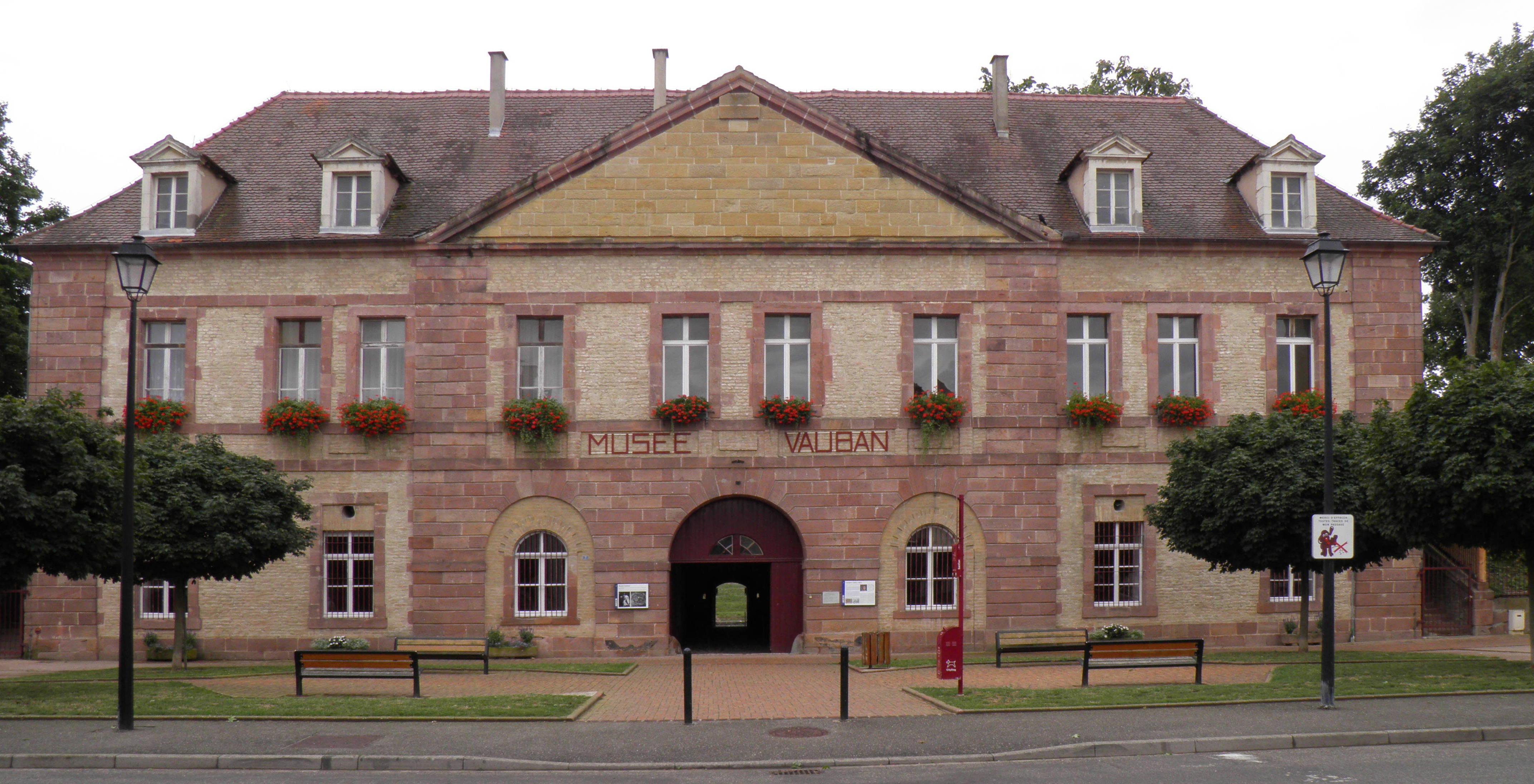
Côté ville de la porte de Belfort avec le musée Vauban
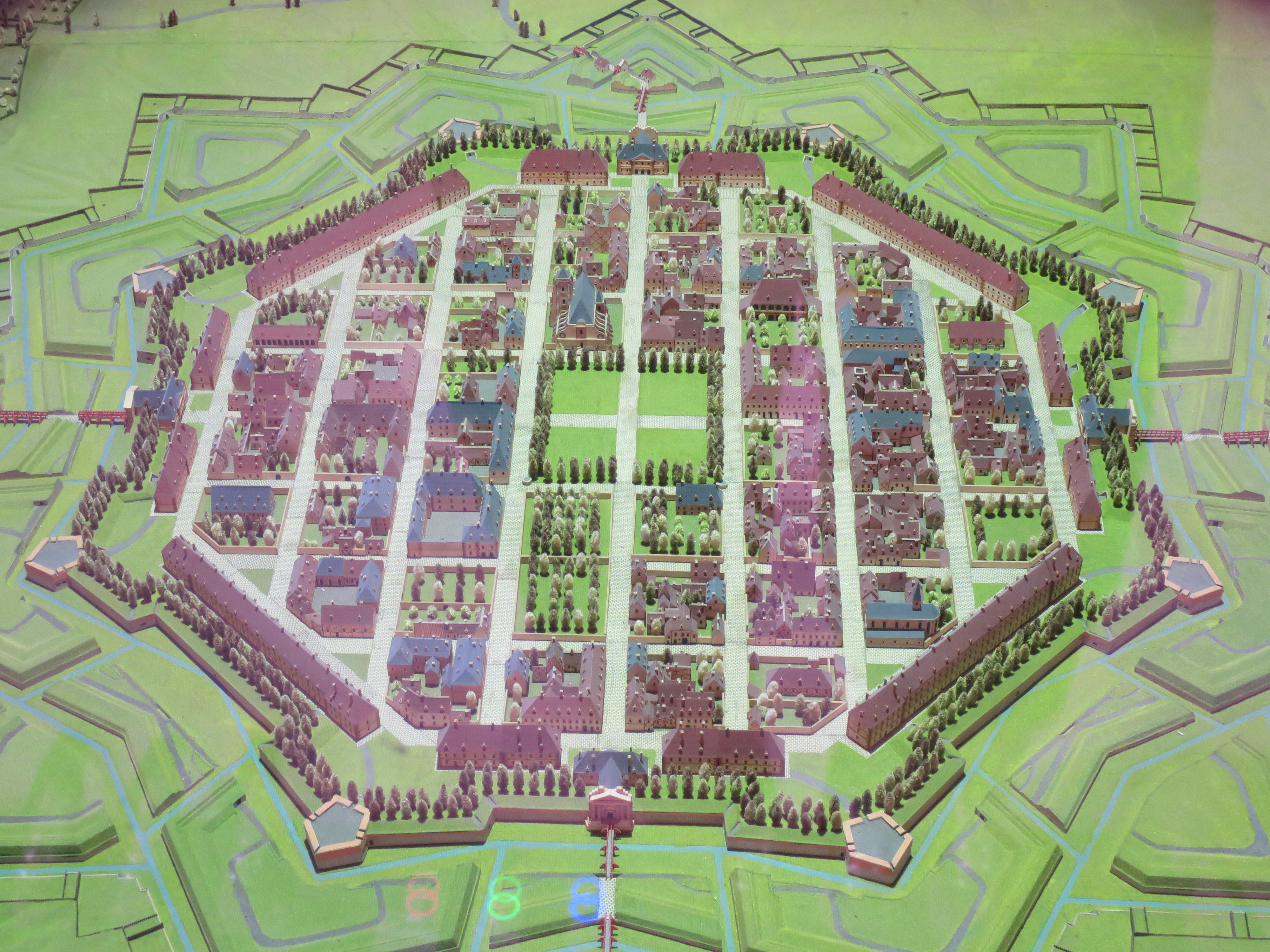
Maquette de la forteresse de Neuf-Brisach au musée Vauban.
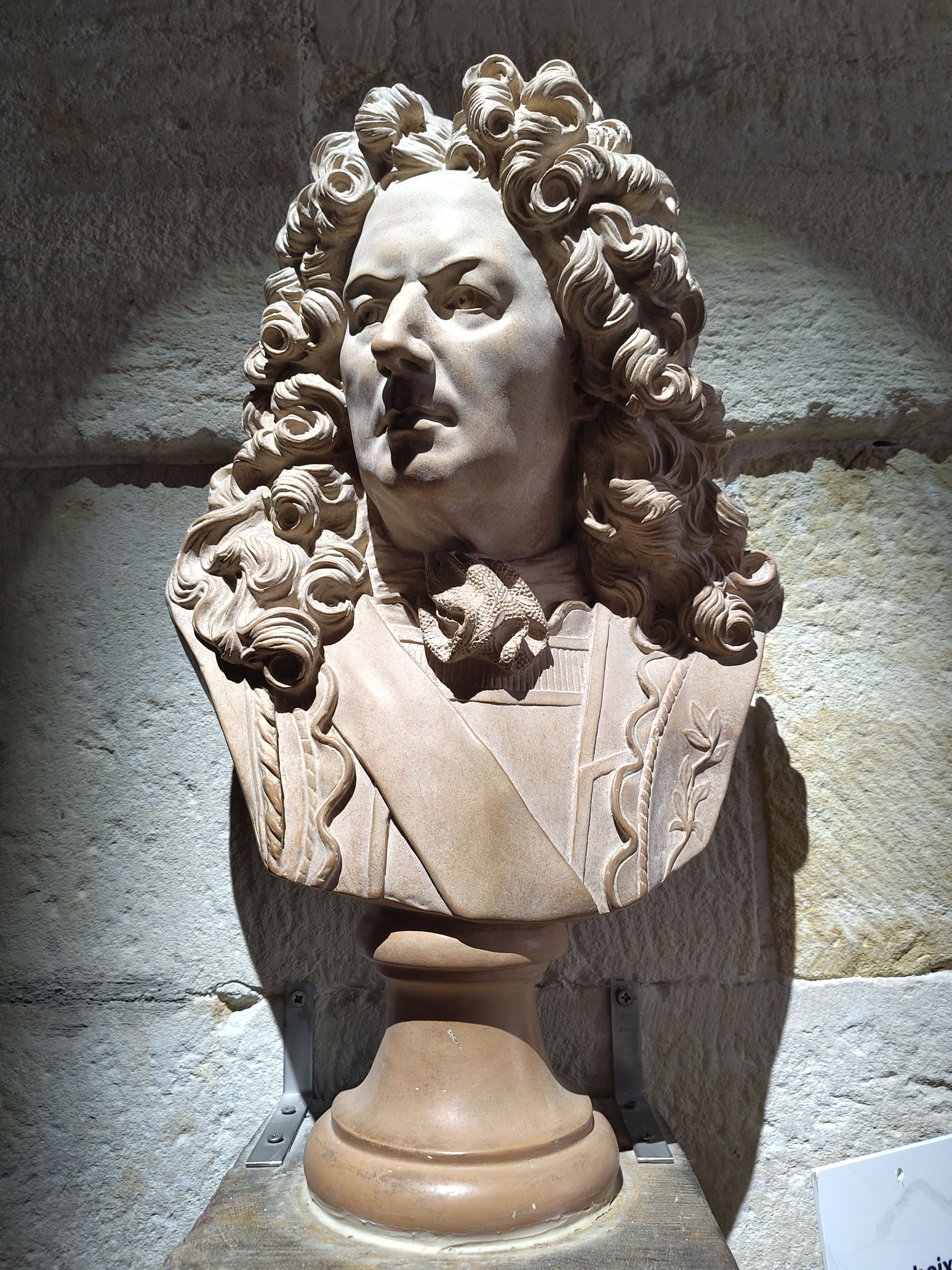
Reproduction du buste de Vauban